# Pennant number
Dans la Royal Navy, ainsi que dans d'autres marines européennes et du Commonwealth, les navires sont identifiés par des pennant numbers (parfois appelés pendant numbers). Ces termes peuvent se traduire en français par indicatif visuel . Le mot pennant number provient du fait que certains bateaux possédaient un pennon pour identifier une flotte ou un type particulier de bateau : par exemple, dans la Royal Navy le red burgee pour les destroyers. Par l'ajout d'un nombre au fanion d'identification, chaque navire peut être identifié de façon unique.
Un pennant number est constitué d'une, ou plus rarement de deux lettres et de chiffres. Lorsque la lettre précède les chiffres, on parle de « drapeau supérieur » (flag superior), si la lettre suit les chiffres, on parle de « drapeau inférieur » (flag inferior). Tous les pennant number n'ont pas un drapeau supérieur.

## Le système de laRoyal Navy

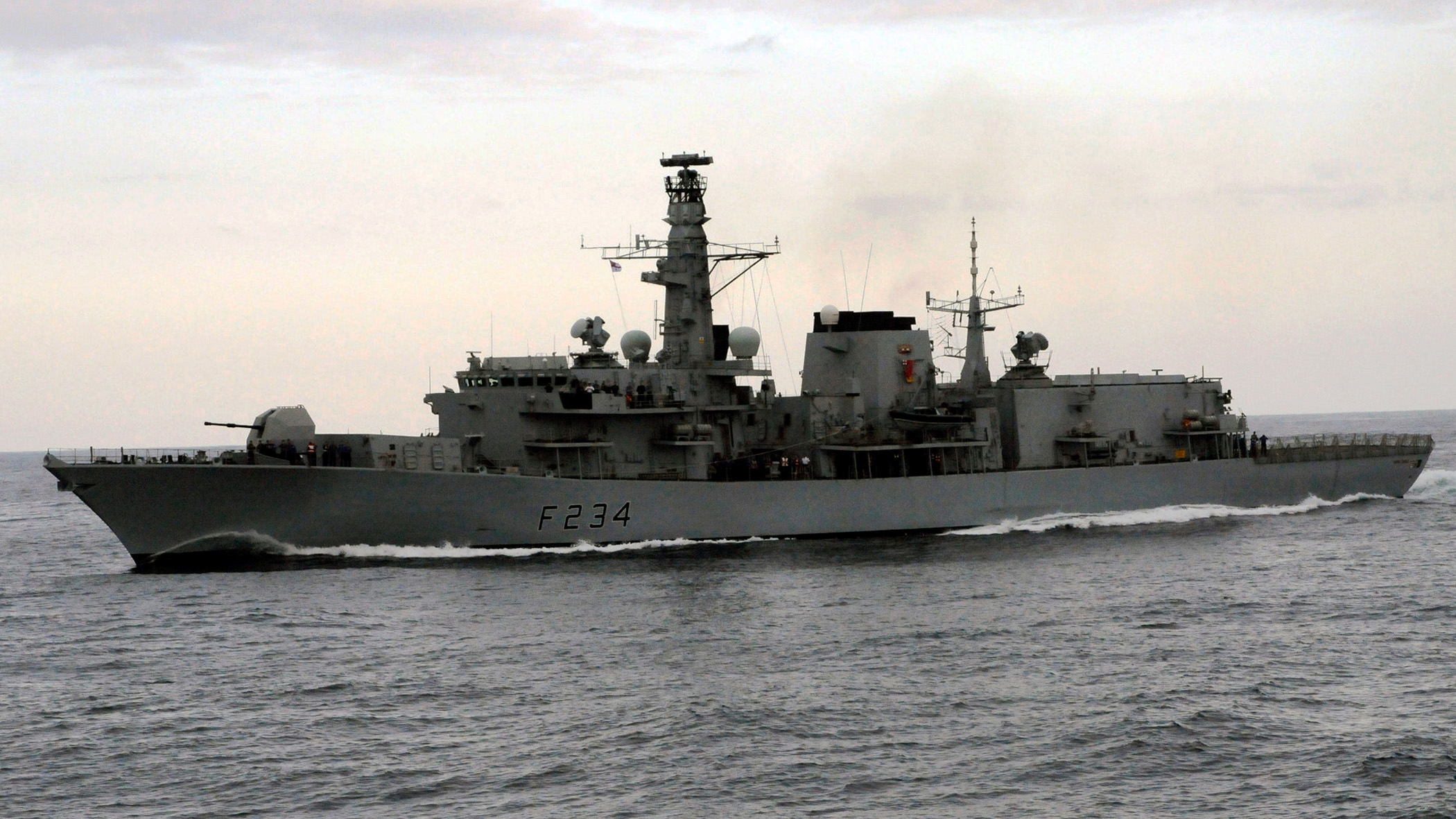
La frégate avec son indicatif visuel (F234) bien visible en 2010.

Le système a été adopté avant la Première Guerre mondiale pour distinguer les navires avec des noms identiques ou similaires, pour réduire la taille et améliorer la sécurité des communications, et d'aider à la reconnaissance lorsque des navires d'une même classe sont ensemble. Traditionnellement, un pennant number était signalé par un point « . » entre l'indicatif supérieur ou inférieur, cette pratique a été progressivement abandonnée. Le système a été utilisé sur l'ensemble de la marine de l'Empire britannique de telle sorte que le navire pouvait être transféré d'une flotte à l'autre sans changer son pennant number.
Les pennant number étaient initialement alloués par les différentes flottes navales, ainsi quand il changeait de flotte il pouvait lui être attribué un nouveau pennant number. En 1910, l'Amirauté britannique a pris les choses en main et créé une « Naval Pennant List » 
En outre, les navires de réserve des flottes ont un deuxième indicatif supérieur permettant de distinguer le dépôt naval dans auquel ils sont affectés (« C » pour Chatham, « D » pour Devonport, « N » pour Nore et « P » pour Portsmouth). Les destroyers se sont initialement vu attribuer l'indicatif supérieur « H », mais dans la mesure où cela ne donnait qu'une centaine de combinaisons possibles (de H00 à H99), les lettres « G » et « D » ont également été attribués. Lorsque les navires sont coulés, leurs pennant number sont attribués à de nouveaux navires. 
L'indicatif supérieur a souvent changé pour un ensemble de classe, tout en ne touchant pas à l'indicatif inférieur. Par exemple, en 1940, les indicatifs « I » et « D » sont permutés (D18 est devenu I18, I18 est devenue D18). En 1948, les indicatifs supérieurs « K », « L » et « U » sont tous devenus des « F » ; dans le cas de conflit il a ajouté un chiffre 2 en amont du pennant number.
Durant les années 1970, l'Amirauté britannique a cessé de peindre les pennant number sur les coques des sous-marins au motif que, avec l'arrivée des unités nucléaires, ces derniers passent trop peu de temps à la surface. Néanmoins, les sous-marins continuent à se voir affecter des pennant number.

### En France en 2025
A - Bâtiments auxiliaires (hydrographiques, pétroliers ravitailleurs -Remorqueur de haut mer (BH - BRF - RHM...) 
- D- Destroyers  ou frégates de 1er rang (FREMM - FDA...)
- F- Frégates de second rang ou corvettes ou avisos (FLF - FS - A69...)
- L-  Porte-hélicoptères amphibies, bâtiments de débarquement (PHA - EDIC...)
- M- Chasseurs de mines (Tripartite...)
- N- Mouilleurs de mines
- P- Patrouilleurs (patrouilleurs hauturiers - patrouilleurs Antilles Guyane (PH - PAG...)
- R- Porte-avions, porte-hélicoptères (CDG - PANG...)
- S- Sous-marins nucléaires ou classiques (Le Triomphant - Tourville) (SNLE- SNA...)
- Y- Transport de personnel, trans rade

## Pennant number international

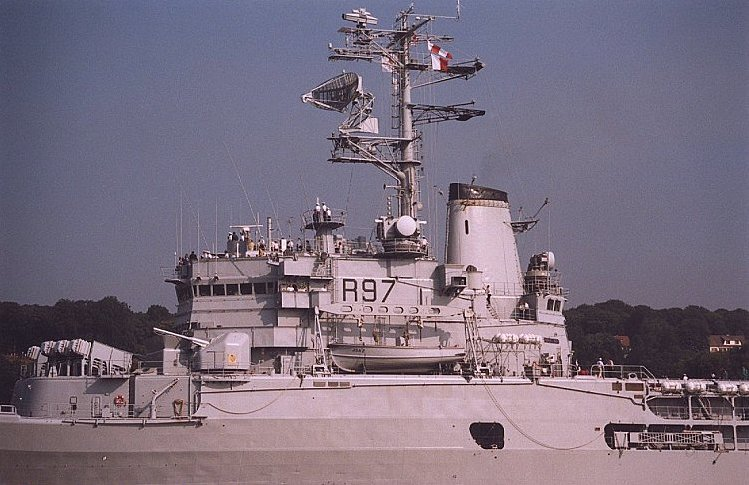
R97 : Indicatif visuel de la Jeanne d'Arc.

En 1951, plusieurs marines européennes de l'OTAN et du Commonwealth, y compris la Royal Navy, sont convenues d'utiliser un système équivalent, basé sur celui de la Royal Navy. Le système garantit qu'entre elles (et parmi ceux d'autres marines qui les rejoindront plus tard) tous les pennant number soient uniques. Les États-Unis et le Canada, comme mentionné auparavant, ne participent pas à ce système non lié à l'OTAN ; les bâtiments de l'US Navy utilisent une nomenclature et une symbolique de classification d'ordre essentiellement chronologique.
Les pays participants au système européen, avec les identifiants en question sont :
- Afrique du Sud
- Allemagne : (D : 1xx ; F : 2xx ; M : 10xx, 26xx ; P : 61xx ; A : 5x, 51x, 14xx ; L : 76x)
- Argentine : (D : 1x, 2x ; P : 3x, 4x ; S : 2x, 3x ; C : x ; V : x)
- Australie (précédemment incorporée dans le système de la Royal Navy jusqu'en 1969 ; utilise maintenant un système basée sur celui de l'US Navy)
- Belgique : (9xx ; M : 4xx)
- Danemark : (N : 0xx ; A/M/P : 5xx ; F/S/Y : 3xx ; L : 0xx)
- Espagne : (0x)
- France : (R : 9x ; F : 7xx ; C/D/S/P/M/A/Y : 6xx, 7xx ; L : 9xxx)
- Grèce : (D/P : 0x, 2xx ; A/F : 4xx ; L/S/M : 1xx)
- Italie : (5xx ; M/A : 5xxx ; P : 4xx ; L : 9xxx)
- Kenya
- Malaisie
- Nouvelle-Zélande
- Pays-Bas : (8xx ; Y : 8xxx)
- Norvège : (F/S/M : 3xx ; P : 9xx ; L : 45xx)
- Pologne
- Portugal : (F/M : 4xx ; S : 1xx ; P : 11xx0)
- Royaume-Uni : (R : 0x ; D : 0x, 1xx ; F : 0x, 1xx, 2xx ; S : 0x, 1xx ; M : 0x, 1xx, 1xxx, 2xxx ; P : 1xx, 2xx, 3xx ; L : 0x, 1xx, 3xxx, 4xxx ; A : autre)
- Sri Lanka
- Turquie : (D/S : 3xx ; F : 2xx ; N : 1xx ; A/M : 5xx ; P : 1xx, 3xx, L : 4xx ; Y : 1xxx)

Les tableaux ci-après présentent schématiquement la répartition des numéros entre les nations participantes, en fonction des catégories concernées :

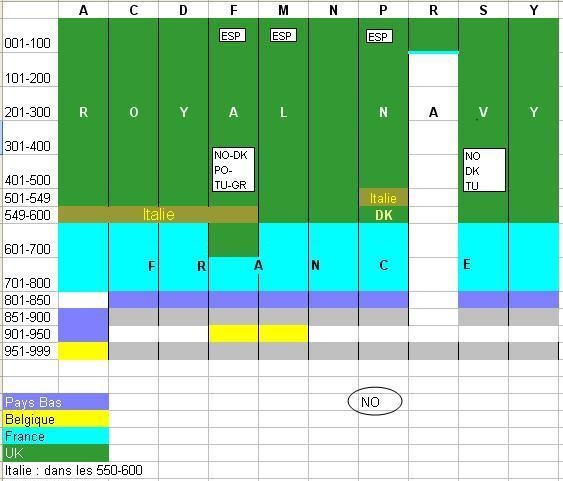
Indicatifs visuels des marines militaires de l'Union de l'Europe occidentale de 00 à 999.
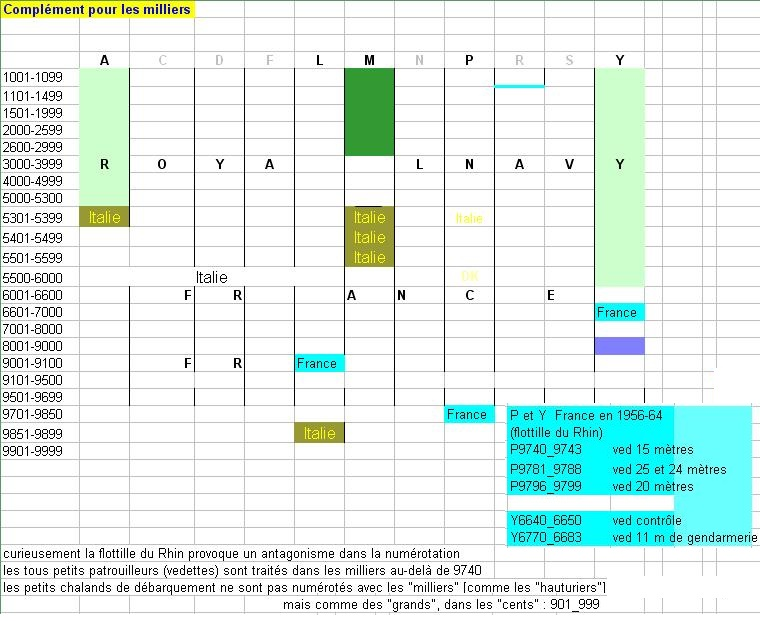
Indicatifs visuels des marines de l'UEO à partir de 1000.